# Ryan Drummond
Ryan Drummond, född 10 januari 1973 i Lima, Ohio, är en amerikansk skådespelare, komiker, och clown, och är mest känd som före detta röst till Sonic the Hedgehog, i den populära Sega-spelen.